# Валь-де-Сос
Валь-де-Сос (фр. Val-de-Sos) — муніципалітет у Франції, у регіоні Окситанія, департамент Ар'єж. Валь-де-Сос утворено 1 січня 2019 року шляхом злиття муніципалітетів Гульє, Сем, Сюк-е-Сантенак i Вікдессос. Адміністративним центром муніципалітету є Вікдессос. Населення — 543 особи (01.01.2021).